# Dombeya somanga
Dombeya somanga är en malvaväxtart som beskrevs av Arenes. Dombeya somanga ingår i släktet Dombeya och familjen malvaväxter. Inga underarter finns listade i Catalogue of Life.